# Chlajna
Chlajna (stgr. χλαῖνα), zdrobn. chlajnion – wierzchni ubiór męski w starożytnej Grecji, niekiedy stosowany w odmianie nazywanej lope. 
Był to obszerny, chroniący przed zimnem, prostokątny płaszcz wełniany, spinany na piersiach lub na prawym ramieniu, znany już Homerowi. Noszono go poza domem, zwłaszcza na wsi (zamiast himationu), zazwyczaj luźno jako narzutkę na znacznie krótszy i przylegający bezpośrednio do ciała chiton. Kobiety nosiły go niekiedy jak peplos, z wykładaną tzw. apoptygmą, często jednak składano go na pół i wsuwając pod lewe ramię (mężczyźni przerzucali przez ramię), spinano szpilą na prawym.
W odróżnieniu od skromniejszego i krótszego himationu był szatą wzorzystą, tkaną z dobrej wełny, barwną. Najmodniejszymi kolorami były purpura, błękit, fiolet, szafranowa żółć i oliwkowa zieleń. Dodatkową ozdobę mogła tworzyć kontrastowej barwy lamówka. Często dawano go w nagrodę. Świadectwem szyku i elegancji było drapowanie chlajny. 
W czasach homeryckich chlajna była zarówno ubiorem żołnierzy, jak i wieśniaków, natomiast w rzeźbach epoki klasycznej przedstawiano w niej filozofów; w razie potrzeby służyła nawet jako kołdra.